# Cattura del Battista

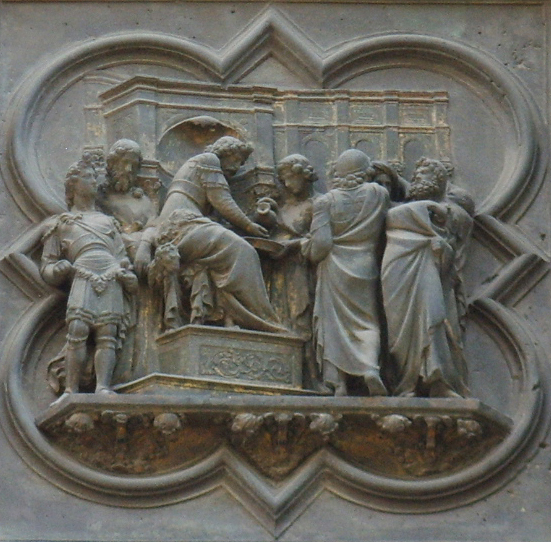
Cristo davanti a Pilato, porta nord del Battistero di Firenze

La Cattura del Battista è un rilievo bronzeo di Lorenzo Ghiberti, databile al 1417-1427 e facente parte della decorazione scultorea della fonte battesimale del Battistero di San Giovanni a Siena.

## Storia
L'allogazione di questo rilievo e del Battesimo di Cristo venne stipulata con un contratto datato 21 maggio 1417. Gli altri autori dei rilievi, sei in totale, e delle statuette della fonte battesimale furono il fiorentino Donatello e i senesi Giovanni di Turino, Goro di Neroccio e Jacopo della Quercia.
La consegna inizialmente stabilita per i rilievi di Ghiberti era dieci mesi, anche se alla fine l'opera richiese quasi dieci anni, dopo incalzanti solleciti dei committenti, minacce di risoluzione del contratto, e giustificazioni e promesse da parte dell'artista.
Nella copiosa documentazione si evince che la gettata del primo rilievo avvenne entro il 1420 (probabilmente la Cattura), mentre quella del secondo è da datarsi al 1424-1425. Proprio nel '25 uno dei due rilievi, privo delle rifiniture, venne spedito a Siena da Firenze per ottenere l'approvazione. L'artista si adoperò per riavere velocemente il rilievo per completarlo e per evitare di pagare "la ghabella", che scattava come tassa per l'entrata delle merci, purché non uscite dalla città da meno di tre settimane. Nella corrispondenza di quel periodo l'artista ricorda anche come l'altro rilievo sia finito e chiede conferme su come regolarsi con la doratura, se debba recarsi a Siena o se possa farla direttamente a Firenze («a me sarebbe molto più chomodo doralle qui»).
Alla fine si accordò che la doratura avvenisse a Firenze e venne eseguita per primo sul Battesimo, probabilmente la più recente ad essere stata gittata, e poi per la Cattura. Le rifiniture finali risalgono alla primavera del 1427 e il 30 ottobre di quell'anno, dopo essersi accordati adeguatamente per il compenso, le due formelle vennero messe in opera. Ciascun rilievo venne pagato 210 fiorini. Alla Cattura collaborò anche Giuliano di ser Andrea (che aveva l'opera in mano nell'aprile del 1425 e in quello del 1427, come si desume dalle lettere di Lorenzo), confermando che in quel periodo il maestro era occupato da un'altra impresa, il completamento della porta nord del Battistero di Firenze.

## Descrizione e stile
Una stanza porticata, che si allunga in prospettiva su più piani, fa da sfondo alla scena del Battista portato davanti ad Erode. Il re di Giudea è ritratto seduto sopra un piedistallo con decorazioni a girali di foglie d'acanto (un elemento decorativo all'antica già usato anni prima nel Sacrificio di Isacco) ed è vestito da soldato, con l'armatura e l'elmo. Con la mano destra indica il Battista alla donna seduta vicino a lui, Erodiade, mentre un gruppo di soldati tiene fermo il Battista che si infuria alzando le braccia e corrucciando il volto. Il movimento e la concitazione della metà destra è ottenuto ricorrendo a linee spezzate e diagonali, a differenza della posata metà sinistra in cui i gesti si svolgono lungo direttrici ortogonali. Innumerevoli sono i rimandi classici, dalla foggia delle armature alla forma delle decorazioni architettoniche. Come in altre opere di Ghiberti il rilievo è sapientemente modulato in diversi spessori, per accentuare l'espressività della scena e amplificare il senso spaziale. Alcuni dettagli puramente disegnativi testimoniano l'altissimo livello di rifinitura dell'opera, come il fregio a festoni e bucrani che corre sulla trabeazione delle arcate. 
La Cattura è assimilabile stilisticamente agli ultimi rilievi della porta nord del Battistero di Firenze, soprattutto a scene come il Cristo davanti a Pilato. Il Battesimo invece mostra già un'evoluzione successiva più sintetica, riferibile alla nuova impresa della Porta del Paradiso.